# Rue de Flesselles
La rue de Flesselles est une voie du quartier des pentes de la Croix-Rousse dans le 1er arrondissement de Lyon, en France.

## Situation et accès
La rue débute place Lieutenant-Morel, au niveau de la rue des Chartreux, et aboutit place Rouville. L'impasse Flesselles et la rue Pierre-Blanc commencent sur cette voie tandis que la rue Rivet s'y termine. 
La circulation se fait dans le sens inverse de la numérotation et à double-sens cyclable, avec un stationnement des deux côtés sauf le long du lycée professionnel Jacques de Flesselles et pour la portion de la voie entre la rue Rivet et la place Rouville. 
Un stationnement pour les vélos et un pour les deux-roues se trouvent près de la place Morel avec un autre stationnement cyclable près du lycée professionnel. 

## Origine du nom
La rue doit son nom à Jacques de Flesselles (1730-1789), qui est l'intendant de Lyon de 1768 à 1784.

## Histoire
Le 18 août 1792, la Révolution française décrète la dissolution des instituts religieux ; le 4 octobre suivant, les sœurs du Carmel de Lyon situées sur les pentes de la Croix-Rousse doivent quitter leur monastère. Le 18 mars 1796, le monastère et ses dépendances sont mis en vente par la ville ; Siméon Anselmier et Joseph Steimann en deviennent acquéreurs le 17 septembre de la même année. Anselmier vend ensuite son lot à des entrepreneurs le 22 août 1820. 
Le 14 octobre 1825, le conseil municipal de Lyon approuve le projet de construction des différents clos de la ville. On ouvre la rue de Flesselles en 1825 à travers l’ancien clos des Carmélites jusqu'à la rue de l'Annonciade. La voie est prolongée jusqu'à la rue des Chartreux qu'en 1838, cinq ans après le décès de la veuve Steimann.